# Francisco Daniel Molina

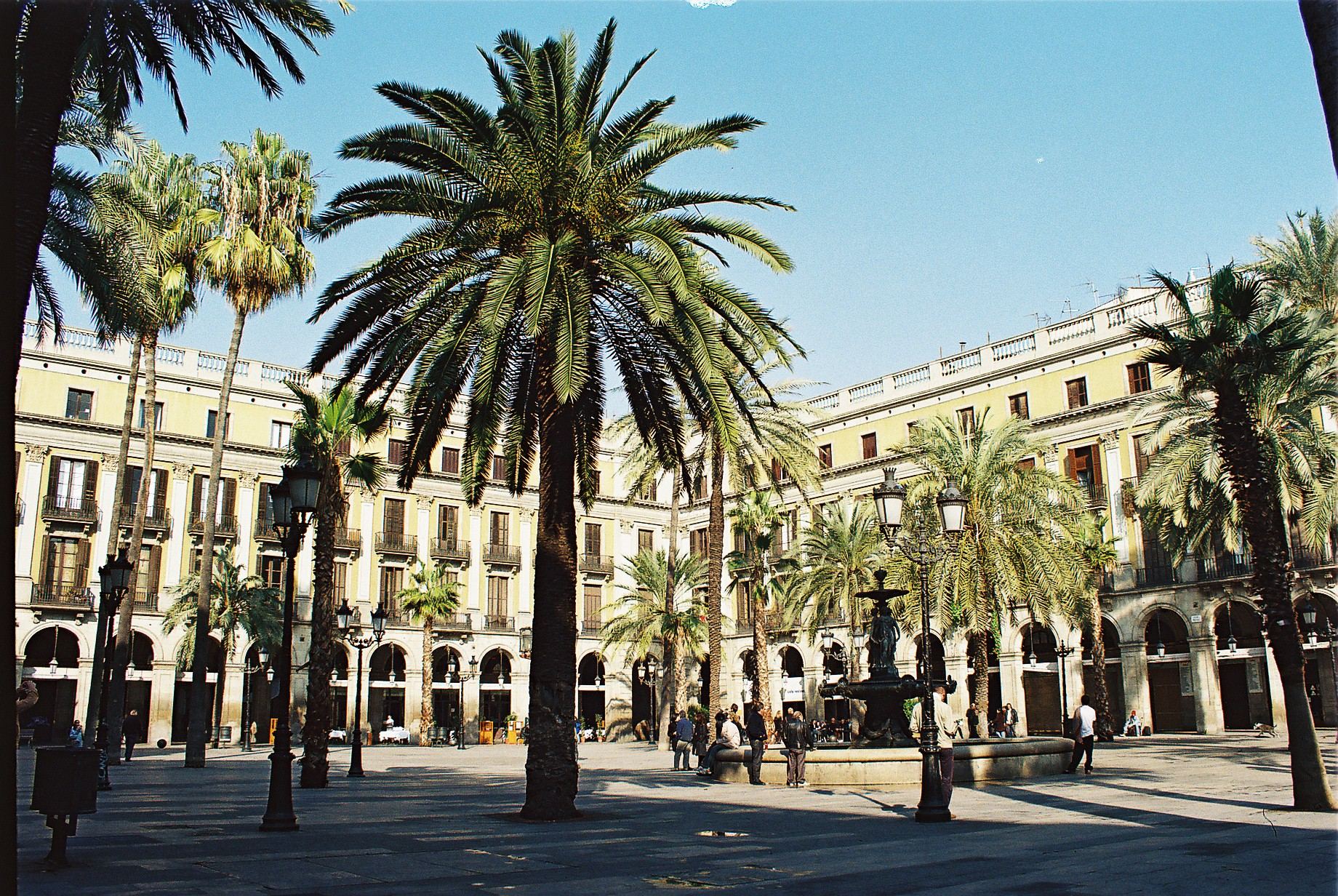
Plaza Real de Barcelona.

Francisco Daniel Molina Casamajó (Vich, 1812 - Barcelona, 1867) fue un arquitecto español.

## Biografía
Nació en la localidad barcelonesa de Vich en 1812. Sus primeros estudios los realizó en la Escuela de la Lonja de Barcelona y en el año 1843 se tituló en la Academia de Bellas Artes de San Fernando de Madrid.
En 1851 urbanizó la plaza del Duque de Medinaceli en Barcelona, y en 1852 construyó la iglesia de la Misericordia de la población de Canet de Mar. Pero su proyecto más importante fue el de la Plaza Real de Barcelona en los años 1848-1859, tratada como la tradicional plaza mayor española, con toda la planta baja porticada y con fachadas de modelo isabelino, del mismo estilo fue la fachada del Teatro Principal, en la rehabilitación que hizo tras el incendio que sufrió en el año 1845.
Llegó a ejercer como arquitecto municipal de Barcelona, en 1855, sucediendo en dicho a cargo a José Mas Vila, proyectando el escudo del frontón superior de la fachada neogótica de la Casa de la Ciudad, así como el Salón de la Reina Regente acabado en el año 1860.
Influido por el Plan Cerdá de Barcelona, en 1865 llegó a esbozar un plan de reordenación urbana para Sabadell, si bien este no prosperó.